# Karl Konrad Düssel
Karl Konrad Düssel (* 24. Januar 1872 in Würzburg; † 4. September 1940 in Stuttgart) war ein deutscher Journalist.

## Leben
Düssel war der Sohn eines bayerischen Offiziers. Er studierte zunächst Medizin an der Universität Würzburg, seine Interessen galten jedoch der Kunst und Philosophie und so wechselte er an die Universität Straßburg zum Studium der Philosophie. Dort war er Mitglied der Burschenschaft Germania. Nach seinem Studium wurde er Journalist, zunächst beim Bonner Generalanzeiger, wo er als Theaterkritiker arbeitete und das Talent von Emil Jannings entdeckte, mit dem ihn seitdem eine Freundschaft verband. 1916 ging er nach Stuttgart, wo er bis 1935 das Kulturressort des Stuttgarter Neuen Tagblatts leitete. Er setzte sich dabei besonders für die Kunst der Moderne ein. 1919 gründete er in der Heusteigstraße das Stuttgarter Deutsche Theater. Für dieses Theater schuf Willi Baumeister seine ersten revolutionären Bühnenbilder.
Düssel war ein enger Freund des Künstlers Adolf Hölzel, er kuratierte zwei Hölzel-Ausstellungen in Hannover 1918 und 1935 und hielt die Trauerrede bei Hölzels Beerdigung. Enge Beziehungen pflegte Düssel auch zu Willi Baumeister. Baumeister schrieb anlässlich Düssels Tod 1940: „Düssel war der grosse Kämpfer für moderne Kunst, die heute als bolschewistische oder entartete Kunst bezeichnet wird“.
Ein Teilnachlass Düssels liegt in der Württembergischen Landesbibliothek Stuttgart.

## Schriften (Auswahl)
- Adolf Hölzel: Gemälde, Graphik; Ausstellung Kestner-Gesellschaft Hannover 20. Oktober 1918–20. November 1918. Kestner-Gesellschaft, Hannover 1918 (Sonderausstellung / Kestner-Gesellschaft e.V.; 20).
- Alfred Lörcher – Stuttgart. In: Deutsche Kunst und Dekoration, Bd. 44 (1919), S. 264–267 (Digitalisat).
- Heinrich Eberhard. In: Die Rheinlande: Vierteljahrsschrift des Verbandes der Kunstfreunde in den Ländern am Rhein Düsseldorf, Bd. 29 (1919), Heft 3/4, S. 45–56 (Digitalisat).
- Die Stuttgarter Weißenhof-Siedlung. In: Deutsche Kunst und Dekoration, Bd. 61 (1927/28), S. 91–98 (Digitalisat).
- Willi Baumeister. In: Das neue Frankfurt: internationale Monatsschrift für die Probleme kultureller Neugestaltung Frankfurt, M., Jg. 2 (1928), Heft 4, S. 62–66 (Digitalisat).
- Der Dampfer „Bremen“ des Norddeutschen Lloyd. In: Moderne Bauformen: Monatshefte für Architektur und Raumkunst. Bd. 28 (1929), S. 477–488 (Digitalisat).
- Der Neubau der E. Breuninger AG. Architekten Eisenlohr & Pfennig, Stuttgart. In: Moderne Bauformen. Monatshefte für Architektur und Raumkunst. Bd. 9 (1931), S. 429–443.
- Zum Werk Adolf Hölzels. In: Der Pelikan. Mitteilungen der Pelikan-Werke, Nr. 38, 1930, S. 9–13.
- Adolf Hölzel zum Gedächtnis. In: Der Pelikan. Mitteilungen der Pelikan-Werke, Nr. 45, 1935, S. 3ff.